# Hungarian International
Die Hungarian International sind die offenen internationalen Meisterschaften von Ungarn im Badminton. Sie werden, die Vorgängerturniere eingerechnet, seit 1970 ausgetragen. In den ersten Jahren fanden sie aller zwei Jahre statt, seit 1978 jährlich. Die Titelkämpfe gehören dem BE Circuit an. Ihr traditioneller Austragungszeitraum im Rahmen dieser europäischen Wettkampfserie ist der Herbst.

## Die Sieger
| Saison | Herreneinzel            | Dameneinzel         | Herrendoppel                          | Damendoppel                                   | Mixed                                      |
| ------ | ----------------------- | ------------------- | ------------------------------------- | --------------------------------------------- | ------------------------------------------ |
| 1970   | Hermann Fröhlich        | Monika Thiere       | Hermann Fröhlich Klose                | Monika Thiere Christine Zierath               | Hermann Fröhlich Lore König                |
| 1973   | Ján Šandorčin           | Éva Cserni          | nicht ausgetragen                     | nicht ausgetragen                             | László Rammer Valéria Virágos              |
| 1974   | Hermann Fröhlich        | Monika Cassens      | Gregor Berden Stane Koprivšek         | Monika Cassens Christine Zierath              | Joachim Schimpke Monika Cassens            |
| 1976   | Erfried Michalowsky     | Monika Cassens      | Erfried Michalowsky Roland Riese      | Monika Cassens Angela Michalowski             | Edgar Michalowski Monika Cassens           |
| 1978   | Rolf Heyer              | Monika Cassens      | Rolf Heyer Olaf Rosenow               | Monika Cassens Angela Michalowski             | Edgar Michalowski Monika Cassens           |
| 1979   | Nick Yates              | Paula Kilvington    | Nick Yates Duncan Bridge              | Monika Cassens Angela Michalowski             | Herman Leidelmeijer Hanke de Kort          |
| 1980   | Michal Malý             | Helen Troke         | Dipak Tailor Duncan Bridge            | Monika Cassens Angela Michalowski             | Edgar Michalowski Monika Cassens           |
| 1981   | Dipak Tailor            | Gillian Gowers      | Dipak Tailor Chris Dobson             | Catharine Troke Gillian Gowers                | Dipak Tailor Gillian Gowers                |
| 1982   | Michal Malý             | Monika Cassens      | Joe Ford Glen Milton                  | Jill Pringle Fiona Elliott                    | Edgar Michalowski Monika Cassens           |
| 1983   | Johann Ratheyser        | Heidi Krickhaus     | Edgar Michalowski Erfried Michalowsky | Monika Cassens Petra Michalowsky              | Erfried Michalowsky Petra Michalowsky      |
| 1984   | Thomas Künstler         | Monika Cassens      | Peter Skole Ch. Norberg               | Erica van Dijck Monique Hoogland              | Bas von Barnau Sijthoff Erica van Dijck    |
| 1985   | Peter Skole             | Elena Rybkina       | Klaus Fischer Heinz Fischer           | Elena Rybkina Lyudmila Galyamova              | Nikolai Kalinski Elena Rybkina             |
| 1986   | Klaus Fischer           | Svetlana Belyasova  | Klaus Fischer Heinz Fischer           | Svetlana Belyasova Vlada Belyutina            | Vitaliy Shmakov Svetlana Belyasova         |
| 1987   | Klaus Fischer           | Bożena Siemieniec   | Jerzy Dołhan Grzegorz Olchowik        | Bożena Haracz Bożena Siemieniec               | Jerzy Dołhan Bożena Haracz                 |
| 1988   | Andrei Antropow         | Bożena Siemieniec   | Andrei Antropow Sergei Melnikow       | Monika Cassens Petra Michalowsky              | Jerzy Dołhan Marzena Masiuk                |
| 1989   | Andrei Antropow         | Chun Sung-suk       | Sung Han-kuk Shon Jin-hwan            | Chun Sung-suk Lee Jung-mi                     | Sung Han-kuk Chung Myung-hee               |
| 1990   | Ahn Jae-chang           | Kang Bok-seung      | Lee Sang-bok Shon Jin-hwan            | Hwang Hye-young Yoon Sook-jung                | Lee Sang-bok Hwang Hye-young               |
| 1991   | Lee Yong-sun            | Park Soo-yun        | Kim Young-gil Lee Dong-soo            | Park Soo-yun Kim Shin-young                   | Kim Young-gil Park Soo-yun                 |
| 1992   | Peter Bush              | Alison Humby        | Björn Siegemund Kai Mitteldorf        | Tanya Groves Joanne Davies                    | Heinz Fischer Irina Serova                 |
| 1993   | Hans Sperre jr.         | Yoo Eun-young       | Kai Mitteldorf Uwe Ossenbrink         | Kim Kyeung-ran Chung Jae-hee                  | Valerij Strelcov Elena Nozdran             |
| 1994   | Thomas Lundgaard Hansen | Anne Søndergaard    | Damian Pławecki Robert Mateusiak      | Sarah Hardaker Rebecca Pantaney               | Ian Pearson Sarah Hardaker                 |
| 1995   | Anders Boesen           | Michelle Rasmussen  | Julian Robertson Nathan Robertson     | Tanya Groves Alison Humby                     | Jürgen Koch Irina Serova                   |
| 1996   | Peter Janum             | Tracey Hallam       | Jonas Rasmussen Jan Jørgensen         | Johanna Holgersson Astrid Crabo               | Jonas Rasmussen Ann-Lou Jørgensen          |
| 1997   | Chris Bruil             | Elena Nozdran       | Mihail Popov Svetoslav Stoyanov       | Lotte Jonathans Ginny Severien                | Norbert van Barneveld Lotte Jonathans      |
| 1998   | Ruud Kuijten            | Christina Sørensen  | Michał Łogosz Robert Mateusiak        | Rikke Broen Sara Runesten                     | Martin Bruun Sara Runesten                 |
| 1999   | Hwang Sun-ho            | Kim Ji-hyun         | Kim Yong-hyun Yim Bang-eun            | Lee Hyo-jung Yim Kyung-jin                    | Kim Yong-hyun Yim Kyung-jin                |
| 2000   | Przemysław Wacha        | Maja Pohar          | Valiyaveetil Diju Sanave Thomas       | Mercedes Cuenca Yoana Martínez                | José Antonio Crespo Dolores Marco          |
| 2001   | Jonas Lyduch            | Petya Nedelcheva    | Johan Holm Joakim Andersson           | Elin Bergblom Johanna Persson                 | Andrej Pohar Maja Pohar                    |
| 2002   | Stanislav Pukhov        | Elena Sukhareva     | Stanislav Pukhov Nikolai Sujew        | Marina Yakusheva Elena Shimko                 | Sergey Ivlev Natalia Gorodnicheva          |
| 2003   | Jang Young-soo          | Susan Hughes        | Hwang Ji-man Lee Jae-jin              | Kamila Augustyn Nadieżda Kostiuczyk           | Nikolai Sujew Marina Yakusheva             |
| 2004   | Bobby Milroy            | Petya Nedelcheva    | Nikolai Sujew Sergey Ivlev            | Lim Pek Siah Chor Hooi Yee                    | Ong Ewe Hock Lim Pek Siah                  |
| 2005   | Anup Sridhar            | Atu Rosalina        | Jürgen Koch Peter Zauner              | Anastasia Russkikh Ekaterina Ananina          | Vladimir Malkov Anastasia Russkikh         |
| 2006   | George Rimarcdi         | Chie Umezu          | Imanuel Hirschfeld Imam Sodikin       | Ekaterina Ananina Anastasia Russkikh          | Vladimir Malkov Anastasia Russkikh         |
| 2007   | Jan Ø. Jørgensen        | Ragna Ingólfsdóttir | Mads Pieler Kolding Peter Mørk        | Line Damkjær Kruse Camilla Sørensen           | Zhang Yi Cai Jiani                         |
| 2008   | Anand Pawar             | Petya Nedelcheva    | Kasper Henriksen Christian Skovgaard  | Anastasia Prokopenko Olga Golovanova          | Vitaliy Durkin Nina Vislova                |
| 2009   | Dieter Domke            | Jeanine Cicognini   | Adam Cwalina Wojciech Szkudlarczyk    | Tatjana Bibik Olga Golovanova                 | Wojciech Szkudlarczyk Agnieszka Wojtkowska |
| 2010   | Ville Lång              | Karin Schnaase      | Peter Käsbauer Josche Zurwonne        | Johanna Goliszewski Carla Nelte               | Jacco Arends Selena Piek                   |
| 2011   | Rasmus Fladberg         | Stefani Stoeva      | Zvonimir Đurkinjak Zvonimir Hölbling  | Natalia Pocztowiak Staša Poznanović           | Viki Indra Okvana Gustiani Megawati        |
| 2012   | Vladimir Malkov         | Mariya Ulitina      | Ruud Bosch Jim Middelburg             | Carola Bott Staša Poznanović                  | Zvonimir Đurkinjak Staša Poznanović        |
| 2013   | Ernesto Velazquez       | Olga Golovanova     | Albert Saputra Viki Indra Okvana      | Olga Golovanova Viktoriia Vorobeva            | Robin Tabeling Myke Halkema                |
| 2014   | Kasper Dinesen          | Fontaine Chapman    | Zvonimir Đurkinjak Zvonimir Hölbling  | Cheah Yee See Goh Yea Ching                   | Ben Lane Jessica Pugh                      |
| 2015   | Kalle Koljonen          | Aprilia Yuswandari  | Martin Campbell Patrick MacHugh       | Cheah Yee See Chin Kah Mun                    | Chris Coles Victoria Williams              |
| 2016   | Kim Bruun               | Yap Rui Chen        | Danny Bawa Chrisnanta Hendra Wijaya   | Mariya Mitsova Petya Nedelcheva               | Terry Hee Tan Wei Han                      |
| 2017   | Victor Svendsen         | Neslihan Yiğit      | Frederik Colberg Rasmus Fladberg      | Ekaterina Bolotova Alina Davletova            | Rodion Alimov Alina Davletova              |
| 2018   | Rasmus Messerschmidt    | Neslihan Yiğit      | David Daugaard Frederik Søgaard       | Ekaterina Bolotova Alina Davletova            | Joel Eipe Mette Poulsen                    |
| 2019   | Pablo Abián             | Neslihan Yiğit      | Kim Duk-young Kim Sa-rang             | Rachel Honderich Kristen Tsai                 | Kim Sa-rang Kim Ha-na                      |
| 2020   | abgesagt                | abgesagt            | abgesagt                              | abgesagt                                      | abgesagt                                   |
| 2021   | Daniel Nikolov          | Hsu Wen-chi         | Emil Lauritzen Mads Vestergaard       | Ornnicha Jongsathapornparn Phataimas Muenwong | Rory Easton Annie Lado                     |
| 2022   | Lee Chia-hao            | Kaloyana Nalbantova | Lin Yu-chieh Su Li-wei                | Abbygael Harris Annie Lado                    | Brian Wassink Alyssa Tirtosentono          |
| 2023   | Harry Huang             | Frederikke Lund     | Rasmus Espersen Marcus Rindshøj       | Paula Lopez Lucía Rodríguez                   | Rasmus Espersen Amalie Cecilie Kudsk       |
| 2024   | Jakob Houe              | Wang Yu-si          | Jonathan Bing Tsan Lai Nyl Yakura     | Abbygael Harris Lizzie Tolman                 | Mihajlo Tomić Anđela Vitman                |